# Hyalyris robertus
Hyalyris robertus är en fjärilsart som beskrevs av Rudolf Bargmann 1929. Hyalyris robertus ingår i släktet Hyalyris och familjen praktfjärilar. Inga underarter finns listade i Catalogue of Life.